# Dmitri Kombarov
Dmitri Vladimirovitsj Kombarov (Russisch: Дмитрий Владимирович Комбаров) (Moskou, 22 januari 1987) is een Russisch voetballer die uitkomt voor Spartak Moskou en het Russisch voetbalelftal. Hij wordt zowel als linksmidden als linksback gepositioneerd.

## Clubcarrière
Dmitri Kombarov begon op vierjarige leeftijd met voetballen. In 1993 sloot hij zich samen met zijn tweelingbroer Kirill aan bij Spartak Moskou. In 2001 verlieten ze de club voor Dinamo Moskou na een conflict met de jeugdcoaches. Hij maakte zijn profdebuut op 13 juli 2005 in de beker tegen Dinamo Brjansk. In augustus 2010 keerden Kirill en Dmitri terug naar Spartak Moskou. Tijdens het seizoen 2012/13 eindigde hij als clubtopscorer, nota bene als linksachter. Sindsdien hield Kombarov een moyenne van twee competitiedoelpunten per seizoen.

## Interlandcarrière
Kombarov debuteerde in februari 2012 in het Russisch voetbalelftal in een vriendschappelijke wedstrijd tegen Denemarken. Hij nam met Rusland deel aan het EK 2012 in Polen en Oekraïne. Kombarov kwam tweemaal in actie op dat toernooi. In een oefeninterland op 5 maart 2014 tegen Armenië (2–0) maakte hij zijn eerste interlanddoelpunt voor Rusland uit een door arbiter Alberto Undiano Mallenco toegekende strafschop. Op 21 mei 2016 werd Kombarov opgenomen in de Russische selectie voor het Europees kampioenschap voetbal 2016 in Frankrijk. Ook Spartak-ploeggenoot Denis Gloesjakov behoort tot de selectie. In Frankrijk werd de selectie onder leiding van bondscoach Leonid Sloetski in de groepsfase uitgeschakeld na een gelijkspel tegen Engeland (1–1) en nederlagen tegen Slowakije (1–2) en Wales (0–3). Kombarov nam in juni 2017 met gastland Rusland deel aan de FIFA Confederations Cup 2017, waar het in de groepsfase werd uitgeschakeld.